# Qinghai
 Qinghai (?·pàg.) (xinès: 青海; Pinyin: Qīnghǎi; Wade-Giles: Ch'ing-hai; Postal System Pinyin: Tsinghai; tibetà: མཚོ་སྔོན་ mtsho-sngon; mongol: Köke Naγur; manxú: Huhu Noor) és una província de la República Popular de la Xina, que rep el nom del gran llac Qinghai. Limita amb Gansu al nord-est, la Regió Autònoma de Xinjiang al nord-oest, Sichuan al sud-est, i la Regió Autònoma del Tibet al sud-est.

## Geografia
El clima de la regió és extrem, amb hiverns extremadament crus i estius molt calorosos, i amb poques precipitacions. La província és un elevat altiplà, amb una altura mitjana de 3.000 metres sobre el nivell del mar, envoltada d'altes muntanyes. En Qinghai neixen els rius Groc, Yangzi i Lancang.

## Economia
Les indústries principals de la regió són les dedicades a l'extracció de gas natural i petroli. Existeixen també depòsits de sosa, bòrax i brom. En la zona hi ha més de 30 llacs salats que produïxen més de 70 bilions de tones de sal a l'any. L'agricultura està poc desenvolupada, al contrari de la ramaderia. Més del 50% del territori de la província està destinat a pastures. A Qinghai es crien iaks, cavalls i ovelles.

## Història
La major part de Qinghai forma part de les antigues províncies tradicionals de Kham i Amdo del Tibet. Ha estat lloc de naixement de moltes influents figures tibetanes, com Tsongkapa i molts dels Dalai Lama.
El 1928 esdevingué província de la República de la Xina. A partir de 1949, la província va esdevenir lloc d'empresonament de gran nombre de presoners, molts d'ells polítics. Entre ells es trobaven destacats membres del Kuomintang o participants en la Revolució Cultural.

## Divisió administrativa
Qinghai és dividida en una ciutat-prefectura, (Xining), una prefectura (Haidong), i sis prefectures autònomes: Haibei, Hainan, Huangnan, Golog, Gyêgu, i Haixi.